# Houston (cantante)
Houston Summers IV (Los Angeles, 26 ottobre 1983) è un rapper e cantante statunitense, famoso per il suo singolo I Like That, in collaborazione con Nate Dogg, Chingy e I-20.
La sua carriera fu interrotta dopo un tentativo di suicidio fallito nel 2005, causato dal forte stato di depressione del cantante.

## Discografia

### Album
- 2004 - It's Already Written

### Singoli
- 2004 - I Like That
- 2004 - Ain't Nothing Wrong